# 니주욘켄역
니주욘켄역(일본어: 二十四軒駅)은 일본 홋카이도 삿포로시 니시구에 위치한 삿포로 시영 지하철의 역이다.

## 역 구조
상대식 승강장 2면 2선의 승강장에서 행선지별로 개표가 다른 개찰구와 승강장을 연결하는 엘리베이터도 각각 설치되어 있다. 과거에는 에스컬레이터가 휠체어를 지원하였기 때문에 승강장에 있는 차단기가 그 자취이다. 개찰이 승강장별로 나뉘어 있어 입장 후에 반대방향의 승강장으로 가기 위해서는 선로 아래로 내려간 후 연결 통로를 거쳐야 한다.
출입구는 총 6곳이다. 3번 출입구가 버스 승강장과 연결되고 4번 출입구에 지상으로 통하는 엘리베이터가 있다. 6번 출입구는 니주욘켄 주차장과 인접하고, 니시 차량기지 통로(관계자외 출입금지)가 있다.

### 타는 곳
| 1 | 도자이 선 | 오도리・시로이시・신삿포로 방면 |
| 2 | 도자이 선 | 고토니・미야노사와 방면         |

## 이용 현황
삿포로 시 교통국의 조사에 따르면 2015년도 1일 평균 승차 인원은 5,933명이다.
최근 1일 평균 승차 인원의 추이는 다음과 같다.
| 연도 | 1일 평균 승차 인원 |
| ---- | ------------------ |
| 2009 | 5,007              |
| 2010 | 5,011              |
| 2011 | 4,934              |
| 2012 | 5,147              |
| 2013 | 5,324              |
| 2014 | 5,664              |
| 2015 | 5,933              |

## 역 주변
오래 전부터 민가 공무원 숙소인 공영 주택 등 주택지 외에 공장・창고・상점 등이 혼재하는 지역이다. 최근에는 아파트 유행을 타고 공장과 창고 등을 폐쇄, 매각하고 아파트 건설하는 것이 눈에 띈다.
- 니시 경찰서 니주욘켄 파출소
- 삿포로 니주욘켄 우체국
- 홋카이도 은행 중앙 시장 지점
- 코프 삿포로 고토니니주욘켄 점
- 데산트 삿포로 지점
- 삿포로 시 중앙 도매 시장・삿포로 시 중앙 도매 시장 장외 시장
- 돗판 인쇄 삿포로 공장
- 홋카이도 아지노모도
- 홋카이도 이스즈 자동차
- 샤프 삿포로 빌딩
- 유니클로 삿포로 니주욘켄 점
- 넷츠 도요타 도도 본사 중앙점
  - 도요타 하트풀 플라자 삿포로
  - 렉서스 미야노모리
- 삿포로 시립 닛신 초등학교
- 삿포로 시립 니주욘켄 초등학교
- 삿포로 시립 료호쿠 중학교
- 삿포로 시 장애인 복지 센터
- 홋카이도 적십자 혈액원
- 후카자와 병원
- 니주욘켄 공원
- 삿포로 시 교통국 지하철 니시 차량기지

## 역사
- 1976년 6월 10일: 고토니 ~ 시로이시 역간 개통에 따라 영업 개시.
- 1985년 6월 1일: 휠체어 겸용 에스컬레이터와 엘리베이터 설치 공사 시작[1].
- 1986년 3월 25일: 휠체어 겸용 에스컬레이터와 엘리베이터 설치 및 가동 개시. 또한, 일본 내 지하철의 휠체어 겸용 에스컬레이터는 요코하마역에 이어 두 번째이다[2].
- 2009년 2월 11일: 스크린도어 사용 개시[3].
- 2013년 12월 18일: 역 구내 엘리베이터 개수 공사 착공.

## 사진

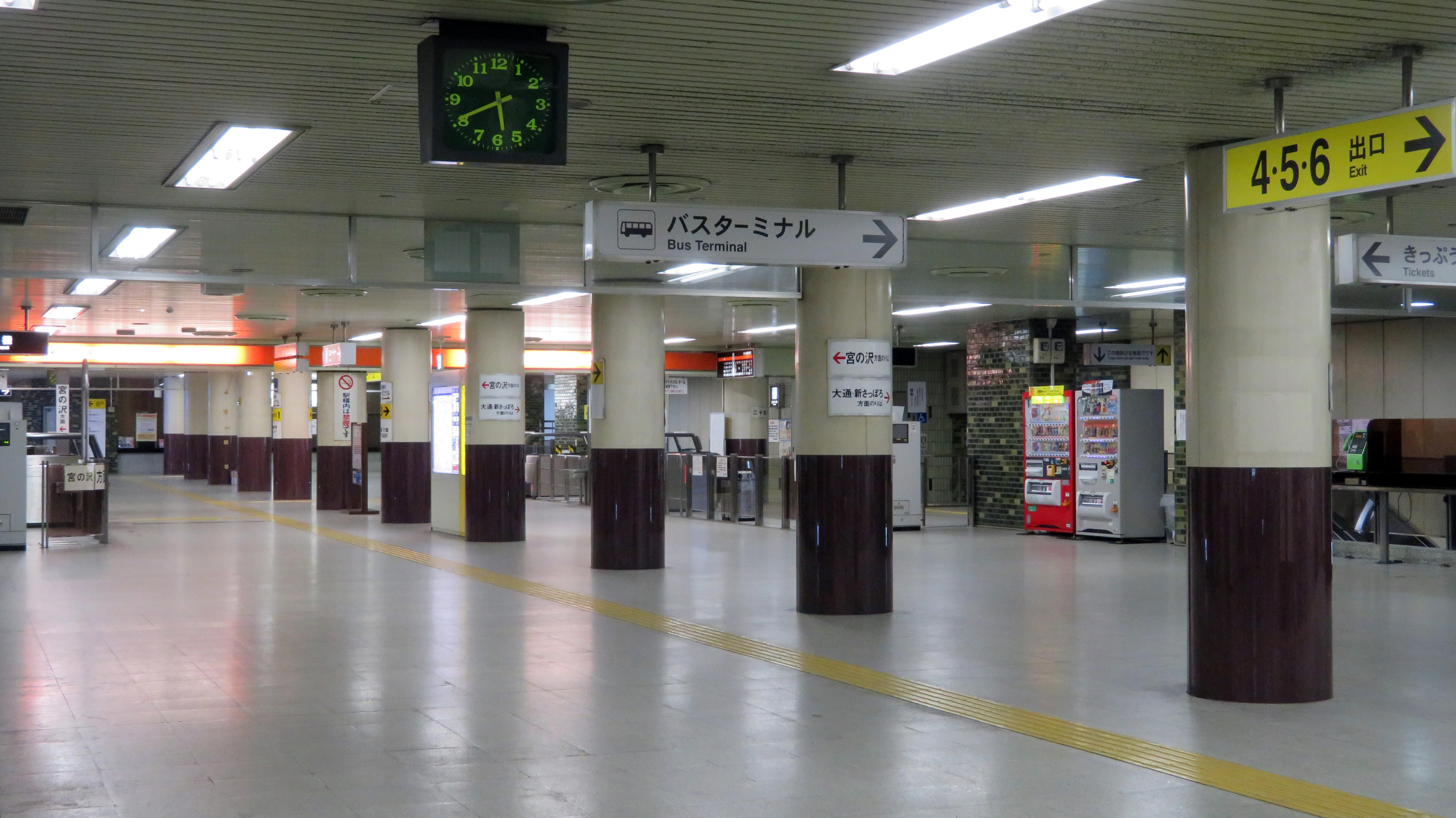
개찰구
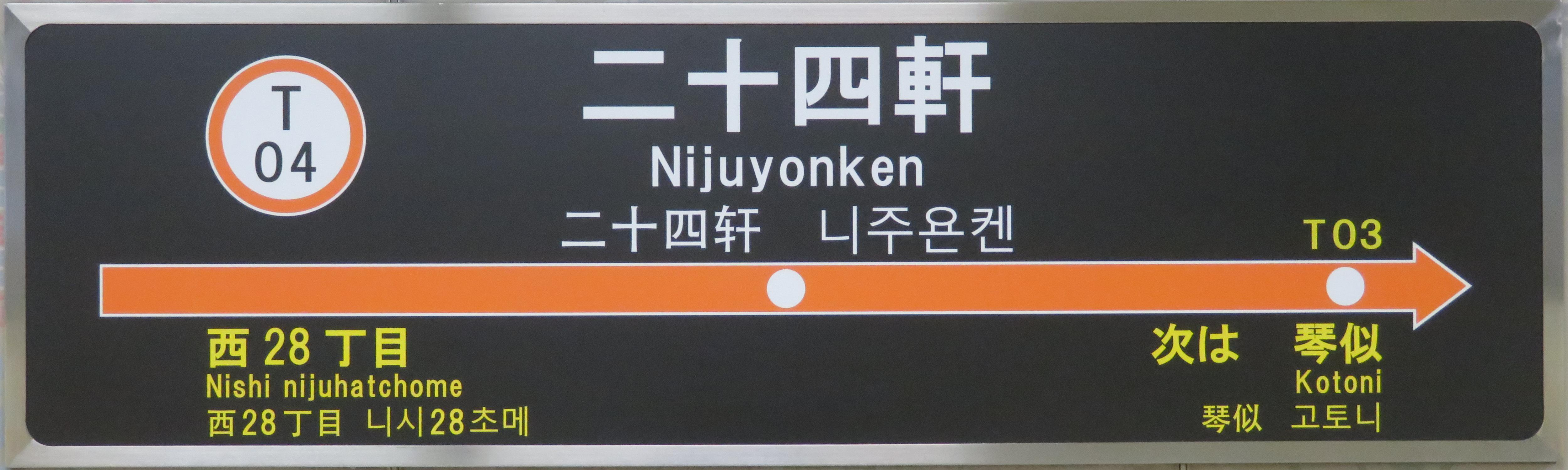
역명판

## 인접 역
| 삿포로 시 교통국 지하철 도자이 선 | 삿포로 시 교통국 지하철 도자이 선 | 삿포로 시 교통국 지하철 도자이 선 |
| --------------------------------- | --------------------------------- | --------------------------------- |
| T03 고토니 미야노사와 방면        | ● 도자이 선                       | T05 니시 28초메 신삿포로 방면     |